# Periodo Taishō
Il periodo Taishō o era Taishō  (大正時代?, Taishō-jidai, lett. "era di grande giustizia") è un periodo della storia del Giappone datato dal 30 luglio 1912 al 25 dicembre 1926, coincidente con il regno dell'imperatore Taishō. La salute dell'imperatore era debole, e ciò causò il passaggio del potere politico dai vecchi oligarchi di stato (o genrō) alla Dieta Nazionale del Giappone e alle parti democratiche. Così questa era è considerata epoca di movimento liberale, conosciuto come la democrazia Taishō in Giappone; usualmente è distinto dal precedente e profondamente rivoluzionario periodo Meiji e dal successivo militarista periodo Shōwa.

## Eredità del periodo Meiji
Il 30 luglio 1912, l'Imperatore Mutsuhito morì ed il principe ereditario Yoshihito divenne il nuovo imperatore del Giappone e gli succedette al trono, dando inizio al periodo Taishō. La fine del periodo Meiji fu segnata da enormi investimenti del governo all'interno del paese e all'estero e programmi di difesa, quasi esaurendo le proprie risorse, e da una mancanza di riserve estere per pagare i debiti.
L'influenza della cultura occidentale sperimentata nel periodo Meiji continuò. Kiyochika Kobayashi adottò stili di pittura occidentali contemporaneamente alla sua produzione di ukiyo-e. Okakura Kakuzō mantenne il proprio interesse per la pittura tradizionale giapponese. Ōgai Mori e Sōseki Natsume studiarono in occidente e introdussero una concezione della vita umana più vicina a quella del nuovo regime dell'Europa.
Gli eventi intercorsi dal periodo Meiji nel 1868 avevano visto non solo il conseguimento di molti obiettivi di politica ed economia interne ed estere, ma anche un nuovo fermento intellettuale, in un periodo in cui vi era un interesse diffuso in tutto il mondo per il socialismo e si stava sviluppando un proletariato urbano. Il suffragio universale maschile, il welfare sociale, i diritti dei lavoratori, e le proteste non-violente erano gli ideali del primo movimento di sinistra. La repressione delle attività di sinistra da parte del governo, tuttavia, portò ad azioni di sinistra più radicali e a maggiori repressioni, che ebbero come risultato la dissoluzione del Partito Socialista Giapponese (日本社会党 Nihon Shakaitō) solo un anno dopo la sua fondazione nel 1906, ed il generale fallimento del movimento socialista.
L'inizio del periodo Taishō fu segnato dalla crisi politica Taisho nel 1912-13, che interruppe la precedente politica di compromesso. Quando Kinmochi Saionji tentò di tagliare le spese militari, il ministro dell'esercito si dimise, facendo cadere il gabinetto Rikken Seiyūkai. Sia Aritomo Yamagata che Saionji rifiutarono di riprendere l'incarico, e i genrō non furono capaci di trovare una soluzione. L'indignazione pubblica per la manipolazione del gabinetto da parte dei militari e il richiamo di Taro Katsura per un terzo incarico di governo portarono ad ancora maggiori richieste perché la politica genrō avesse una fine. Nonostante l'opposizione della vecchia guardia, le forze conservatrici formarono nel 1913 un loro proprio partito, il Rikken Dōshikai, un partito che conquistò la maggioranza in Parlamento battendo i Seiyūkai nel tardo 1914.
Il 12 febbraio 1913 Yamamoto Gon'nohyōe succedette a Katsura come Primo ministro del Giappone. Nell'aprile del 1914, Shigenobu Okuma rimpiazzò Yamamoto.

## Prima guerra mondiale e egemonia in Cina
Sfruttando l'opportunità data dal fatto che la Germania era distratta dalla guerra in Europa (che divenne la prima guerra mondiale) e volendo espandere la propria sfera di influenza in Cina, il Giappone dichiarò guerra alla Germania il 23 agosto 1914, ed occupò rapidamente i territori sotto l'influenza tedesca nella Provincia di Shandong in Cina, le Isole Marianne, le Isole Caroline e le Isole Marshall nell'Oceano Pacifico. Il 7 novembre, Jiaozhou si arrese al Giappone.
Con i suoi alleati occidentali fortemente coinvolti nella guerra in Europa, il Giappone cercò di consolidare ulteriormente la propria posizione in Cina presentando le Ventuno Richieste (giapponese: 対華二十一ヶ条要求; cinese: 二十一条) alla Cina nel gennaio 1915. Oltre ad espandere il proprio controllo sui possedimenti tedeschi, la Manciuria e la Mongolia interna, il Giappone cercò anche di ottenere la proprietà delle azioni di un grande complesso minerario e metallurgico nella Cina centrale, la proibizione per la Cina di cedere o dare in uso aree costiere ad una terza potenza, e altre forme di controllo politico, economico e militare, che, se acquisite, avrebbero ridotto la Cina a un protettorato giapponese. Di fronte a lente negoziazioni con il governo cinese, il diffuso sentimento anti-giapponese in Cina e la condanna internazionale costrinsero il Giappone a ritirare l'ultimo gruppo di richieste ed i trattati vennero firmati nel maggio 1915.
L'egemonia giapponese in Cina settentrionale e in altre parti dell'Asia fu facilitata da altri accordi internazionali. Uno con la Russia nel 1916 aiutò a rafforzare l'influenza giapponese in Manciuria e Mongolia interna, ed accordi con la Francia, il Regno Unito, e gli Stati Uniti nel 1917 riconobbero le acquisizioni territoriali giapponesi in Cina e nel Pacifico. I Prestiti Nishihara (così chiamati da Kamezo Nishihara, rappresentante di Tokyo a Pechino) del 1917 e del 1918, mentre aiutavano il governo cinese, misero la Cina sempre di più in una posizione di debito con il Giappone. Verso la fine della guerra, il Giappone fornì sempre più materiali bellici che servivano ai propri alleati europei e per i quali erano state fatte delle ordinazioni, aiutando così la diversificazione dell'industria del paese, aumentando le esportazioni, e trasformando per la prima volta il Giappone in nazione creditrice, da debitrice come era stata fino a quel momento.
Il potere del Giappone in Asia crebbe con la fine del regime zarista in Russia e i disordini del 1917 in Siberia seguenti alla Rivoluzione d'ottobre. Approfittando di quest'opportunità, l'esercito giapponese decise di occupare la Siberia fino al Lago Bajkal. Per far questo, il Giappone dovette negoziare un accordo con la Cina perché fosse permesso il transito di truppe giapponesi attraverso il territorio cinese. Nonostante il contingente fosse stato diminuito per evitare una situazione di antagonismo con gli Stati Uniti, più di 70 000 soldati giapponesi si unirono alle unità molto più piccole della forza di spedizione alleata inviata in Siberia nel 1918.
La Prima guerra mondiale permise al Giappone, che aveva combattuto dalla parte dei vincitori, di espandere la propria influenza in Asia e i suoi possedimenti territoriali nel Pacifico. Agendo in modo virtualmente indipendente dal governo civile, la Marina imperiale giapponese si impadronì delle colonie tedesche in Micronesia.
Il 9 di ottobre 1916 Masatake Terauchi divenne Primo ministro del Giappone al posto di Shigenobu Okuma. Il 2 novembre 1917, l'Accordo Lansing-Ishii sancì il riconoscimento degli interessi giapponesi in Cina e l'impegno a mantenere una "Politica della Porta Aperta" (門戸開放政策). Nel luglio del 1918, venne lanciato l'intervento in Siberia con lo schieramento di 75 000 soldati giapponesi. Nell'agosto del 1918, nelle città di tutto il Giappone scoppiarono rivolte per il riso.

## Il Giappone dopo la Prima guerra mondiale: la Democrazia Taishō

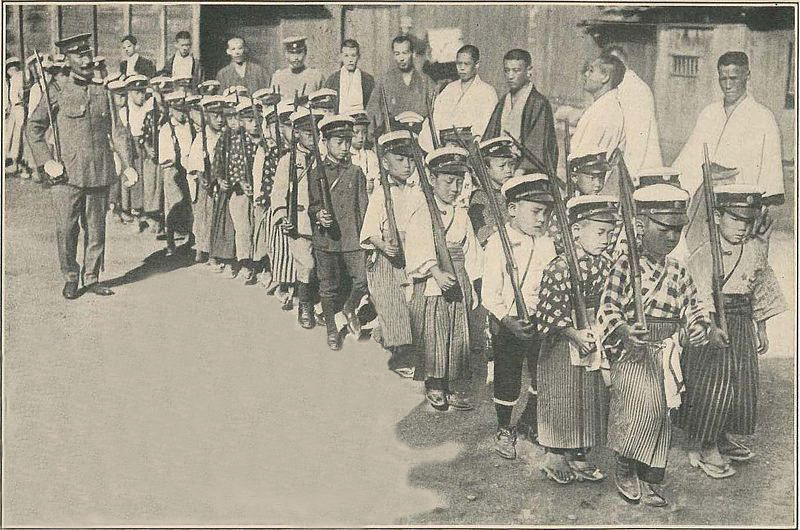
Boy Scout giapponesi mentre vengono addestrati con i fucili

Il dopoguerra portò al Giappone una prosperità senza precedenti. Il Giappone andò alla conferenza di pace di Versailles nel 1919 come una delle grandi potenze militari e industriali del mondo e ricevette il riconoscimento ufficiale come uno dei "Cinque Grandi" del nuovo ordine internazionale. Tokyo ebbe un posto permanente nel Consiglio della Società delle Nazioni e il trattato di pace confermò il trasferimento al Giappone dei diritti tedeschi su Shandong, un fatto che portò a rivolte anti-giapponesi e a un sommovimento politico di massa in tutta la Cina. Anche le isole del Pacifico che prima appartenevano alla Germania vennero poste sotto mandato giapponese. Il Giappone fu anche coinvolto nell'intervento post-bellico alleato in Russia e fu l'ultima potenza alleata a ritirarsi (nel 1925). Nonostante il suo piccolo ruolo nella Prima guerra mondiale (e il rifiuto delle potenze occidentali della sua richiesta per una clausola sull'uguaglianza razziale nel trattato di pace), il Giappone emerse come un attore di primo piano nella politica internazionale alla fine della guerra.
Il sistema politico bipartitico che si stava sviluppando in Giappone dalla fine del secolo precedente e l'inizio del nuovo giunse infine alla maturità dopo la Prima guerra mondiale, dando origine al soprannome di questo periodo, la "Democrazia Taishō". Nel 1918 Takashi Hara, un protetto di Saionji ed una personalità assai influente nei gabinetti Seiyūkai di prima della guerra, era divenuto il primo cittadino comune a svolgere le funzioni di primo ministro. Avvantaggiandosi di lunghe relazioni che aveva intrattenuto con tutti gli organi di governo, si conquistò il sostegno dei genrō ancora in vita e della Camera dei Pari, e portò nel suo governo come ministro dell'esercito Giichi Tanaka, che apprezzava favorevoli relazioni fra militari e civili molto più dei suoi predecessori. Nonostante ciò, Hara dovette affrontare gravi problemi: inflazione, la necessità di adattare l'economia giapponese alle circostanze post-belliche, l'afflusso di idee esterne, e un emergente movimento dei lavoratori. Questo gabinetto applicò soluzioni pre-belliche a questi problemi post-bellici, e venne fatto ben poco per riformare il sistema di governo. Hara lavorò per assicurare una maggioranza Seiyūkai attraverso metodi testati da tempo, come nuove leggi elettorali e modifiche nei distretti elettorali, e si imbarcò in programmi di grandi lavori pubblici finanziati dal governo.
L'opinione pubblica divenne sempre più disillusa per l'aumento del debito nazionale e le nuove leggi elettorali, che mantennero la vecchia soglia minima di tasse pagate per i votanti (suffragio censitario). Vennero avanzate richieste per il suffragio universale e lo smantellamento della vecchia rete dei partiti politici. Studenti, professori universitari e giornalisti, sostenuti dalle unioni dei lavoratori e ispirati da una varietà di ideali democratici, socialisti, comunisti, anarchici e di altre scuole di pensiero occidentali, misero su grandi ma ordinate manifestazioni pubbliche in favore del suffragio universale maschile nel 1919 e 1920. Le nuove elezioni portarono ancora ad un'altra maggioranza dei Seiyūkai, ma a stento. Sulla scena politica di allora c'era una proliferazione di nuovi partiti, inclusi il partito socialista e quello comunista.
Nel mezzo di questo fermento politico, Hara venne assassinato nel 1921 da un lavoratore della ferrovia. Il governo di Hara fu seguito da una serie di primi ministri estranei ai partiti. La paura di un elettorato più ampio, del potere dell'ala sinistra e del crescente cambiamento sociale generato dall'afflusso della cultura popolare occidentale (illustrato nel celebre manga e anime degli anni settanta Haikara-san ga Tōru, tradotto come Una ragazza alla moda, trasmesso in Italia anche come Mademoiselle Anne) portarono a far passare la Legge per la Preservazione della Pace nel 1925, che proibì qualsiasi cambiamento nella struttura politica o l'abolizione della proprietà privata.
Le coalizioni instabili e le divisioni nella Dieta portarono il Kenseikai (憲政会 Associazione per il governo costituzionale) e il Seiyū Hontō (政友本党 Vero Seiyūkai) a unirsi, così come il Rikken Minseitō (立憲民政党 Partito democratico costituzionale) nel 1927. La piattaforma del Rikken Minseitō era affidata al sistema parlamentare, alla politica democratica e alla pace mondiale. Da allora, fino al 1932, il Seiyūkai e il Rikken Minseitō si alternarono al potere.
Nonostante i riallineamenti politici e la speranza per un governo più ordinato, le crisi dell'economia interna crearono problemi a qualsiasi governo detenesse il potere. Vennero tentati come soluzioni programmi di austerità fiscale e appelli per il supporto da parte del pubblico di politiche di governo così conservatrici come la Legge per la Preservazione della Pace. Nonostante la depressione mondiale degli ultimi anni venti ed i primi anni trenta avesse avuto scarso effetto sul Giappone c'era un senso di scontento crescente che aumentò con l'attacco al primo ministro del Minseitō Osachi Hamaguchi nel 1930. Nonostante Hamaguchi fosse sopravvissuto all'attacco e avesse tentato di andare avanti nel suo ufficio nonostante la gravità delle sue ferite, fu costretto a dimettersi l'anno dopo e morì non molto tempo più tardi.

## Il comunismo e la reazione
La vittoria dei Bolscevichi in Russia nel 1917 e la loro speranza di una rivoluzione mondiale portarono alla creazione del Comintern. Il Comintern comprese l'importanza del Giappone per ottenere una rivoluzione che avesse successo in Asia Orientale, e lavorò attivamente per creare il Partito Comunista Giapponese, che fu fondato nel luglio del 1922. Le mete annunciate dal partito nel 1923 erano la fine del feudalesimo, l'abolizione della monarchia, il riconoscimento dell'Unione Sovietica e il ritiro delle truppe giapponesi dalla Siberia, da Sachalin, dalla Cina, dalla Corea e da Taiwan. Vi fu una brutale soppressione del partito. I radicali risposero con un tentativo di assassinare dell'allora Principe Reggente Hirohito. La Legge per la Preservazione della Pace del 1925 fu una risposta diretta ai "pensieri pericolosi" perpetrati dagli elementi comunisti in Giappone.
La liberalizzazione della legge elettorale con la Legge Elettorale Generale nel 1925, arrecò benefici ai candidati comunisti, anche se il Partito Comunista Giapponese era stato bandito. Una nuova Legge per la Preservazione della Pace nel 1928, tuttavia, impedì ulteriori tentativi dei comunisti bandendo i partiti nei quali erano entrati. L'apparato di polizia di allora era ovunque per tentare di controllare il movimento socialista. Dal 1926, il Partito Comunista Giapponese era stato costretto alla clandestinità, dall'estate del 1929 era stato virtualmente distrutto e dal 1933 il partito si era largamente disintegrato.
L'ultra-nazionalismo era caratteristico della politica dell'ala destra e del conservatorismo militare dall'inizio della Restaurazione Meiji, ed aveva largamente contribuito alla politica a favore della guerra durante gli anni settanta dell'Ottocento. Ex samurai disillusi avevano creato società patriottiche e organizzazioni spionistiche come il Gen'yōsha (玄洋社 Società dell'Oceano Nero, fondata nel 1881) e il suo successivo discendente, il Kokuryūkai (黒竜会 Società del Drago Nero o Società del Fiume Amur, fondata nel 1901). Questi gruppi divennero attivi nella politica interna ed estera, aiutarono a fomentare sentimenti favorevoli alla guerra, e supportarono cause ultra-nazionaliste fino alla fine della seconda guerra mondiale. Dopo le vittorie giapponesi sulla Cina e sulla Russia, gli ultra-nazionalisti si concentrarono sui problemi interni e su quelle che percepivano come minacce interne, come il socialismo e il comunismo.

## Politica estera Taishō
Il nazionalismo cinese emergente, la vittoria dei comunisti in Russia e la crescente presenza degli Stati Uniti in Asia Orientale agirono contro gli interessi di politica estera del Giappone postbellico. La spedizione di quattro anni in Siberia e le attività in Cina, combinate con programmi assai dispendiosi sul fronte interno avevano dilapidato i guadagni conseguiti dal Giappone durante la guerra. Il Giappone poteva sperare di divenire la potenza dominante in Asia solo attraverso pratiche d'affari più moderne, supportate da un ulteriore sviluppo economico e da una modernizzazione dell'industria. Tutto ciò venne fornito dalla crescita degli zaibatsu. Gli Stati Uniti, a lungo fonte di molti beni importati e di prestiti divennero agli occhi del Giappone un impedimento alla sua egemonia poiché portavano avanti una politica di contenimento dell'imperialismo giapponese.
Un punto di svolta internazionale nella diplomazia militare fu la Conferenza navale di Washington del 1921-1922, che produsse una serie di accordi che misero in atto un nuovo ordine nella regione del Pacifico. I problemi economici del Giappone resero quasi impossibile un programma di costruzioni navali e, cogliendo la necessità di competere con gli Stati Uniti più su basi economiche che militari, divenne inevitabile un riavvicinamento. Il Giappone adottò un'attitudine più neutrale a proposito della guerra civile in Cina, abbandonando i tentativi di espandere la propria egemonia nella Cina vera e propria, e si unì agli Stati Uniti, alla Gran Bretagna e alla Francia nell'incoraggiare uno sviluppo autonomo da parte della Cina.
Nel Trattato fra le Quattro Potenze sui Possedimenti Insulari firmato il 13 dicembre 1921, il Giappone, gli Stati Uniti, la Gran Bretagna e la Francia si accordarono per riconoscere lo status quo nel Pacifico, e il Giappone e la Gran Bretagna si accordarono per dare formalmente termine al loro Trattato di Alleanza. Il Trattato di Disarmo Navale fra la Cinque Potenze stipulato il 6 febbraio 1922 stabilì un rapporto internazionale sul numero di navi ammiraglie (capital ships) per gli Stati Uniti, la Gran Bretagna, il Giappone, la Francia e l'Italia (rispettivamente 5, 5, 3, 1,75 e 1,75) e limitò le dimensioni e gli armamenti di queste navi già costruite o in costruzione. Con una mossa che dette alla Marina Imperiale Giapponese una maggiore libertà nel Pacifico, Washington e Londra accettarono di non costruire nessuna nuova base militare tra Singapore e le Hawaii.
Lo scopo del Trattato fra le Nove Potenze, anch'esso firmato il 6 febbraio 1922 dai paesi precedenti e da Belgio, Cina, Paesi Bassi e Portogallo, era prevenire lo scoppio di una guerra nel Pacifico. I firmatari accettarono di rispettare l'indipendenza e l'integrità territoriale della Cina, di non interferire nei tentativi da parte dei cinesi di costituire un governo stabile, di trattenersi dal cercare speciali posizioni di privilegio in Cina o dal minacciare la posizione di altre nazioni lì, di supportare una politica di eguali opportunità per il commercio e l'industria di tutte le nazioni in Cina, e di riesaminare il discorso dell'extraterritorialità e le politiche di autonomia tariffaria. Il Giappone accettò anche di ritirare le sue truppe da Shandong, abbandonando là tutto tranne i diritti puramente economici, e di evacuare le proprie truppe dalla Siberia.

## Fine della Democrazia Taishō
In ogni campo, durante gli anni venti, il Giappone cambiò la propria direzione verso un sistema di governo democratico-borghese, similmente all'Europa Occidentale, aperto ai grandi capitali e repressivo nei confronti delle aspirazioni sociali. Tale sistema parlamentare non era radicato abbastanza profondamente da poter resistere alle pressioni economiche e politiche degli anni trenta, durante i quali i comandanti militari divennero sempre più influenti. Questi cambi di potere furono resi possibili dall'ambiguità e dall'imprecisione della costituzione Meiji, in particolare per ciò che riguardava la posizione dell'Imperatore in relazione alla Costituzione.

## Linea temporale
- 1912: L'Imperatore Yoshihito sale al trono (30 luglio). Il generale Taro Katsura diventa primo ministro per la terza volta (21 dicembre).
- 1913: Katsura è costretto a dimettersi, e l'ammiraglio Yamamoto Gon'nohyōe diviene primo ministro (20 febbraio).
- 1914: Shigenobu Okuma diviene primo ministro per la seconda volta (16 aprile). Il Giappone dichiara guerra alla Germania, unendosi alle forze dell'Intesa (23 agosto).
- 1915: Il Giappone invia le Ventuno Richieste alla Cina (18 gennaio). Il caso dell'orso antropofago di Sankebetsu si è verificato sull'isola di Hokkaidō (9-14 dicembre).
- 1916: Masatake Terauchi diventa primo ministro (9 ottobre).
- 1917: Accordo Lansing-Ishii va in effetto (2 novembre).
- 1918: Inizio della spedizione in Siberia (luglio). Takashi Hara diviene primo ministro (29 settembre).
- 1919: Inizia il Movimento Primo marzo contro il dominio coloniale in Corea (1º marzo).
- 1920: Il Giappone contribuisce a fondare la Società delle Nazioni.
- 1921: Hara è assassinato e Korekiyo Takahashi diventa primo ministro (4 novembre). Hirohito diventa reggente (29 novembre). Viene firmato il Trattato fra le Quattro Potenze (31 dicembre).
- 1922: Viene firmato il Trattato di disarmo navale fra le Cinque Potenze (6 febbraio). L'ammiraglio Tomosaburo Kato diviene primo ministro (12 giugno). Il Giappone ritira le truppe dalla Siberia (28 agosto).
- 1923: il Grande terremoto del Kantō del 1923 devasta Tokyo (1º settembre). Yamamoto diventa primo ministro per la seconda volta (2 settembre).
- 1924: Keigo Kiyoura diventa primo ministro (7 gennaio). Il principe Hirohito (futuro Imperatore Showa) sposa Nagako Kuniyoshi (la futura Imperatrice Kōjun) (26 gennaio). Takaaki Katō diventa primo ministro (11 giugno).
- 1925: Passa la Legge elettorale generale: tutti gli uomini sopra i 25 anni acquisiscono il diritto di voto (5 maggio). Passa anche la Legge per la preservazione della pace. Nasce la principessa Shigeko, la prima figlia di Hirohito (9 dicembre).
- 1926: Muore l'Imperatore Yoshihito; il figlio primogenito Hirohito diventa imperatore (25 dicembre).

## Calendario equivalente
Per coincidenza, il conto degli anni dell'era Taishō è lo stesso del calendario Juche della Corea del Nord, e del calendario Minguo della Repubblica di Cina (Taiwan).
| Taishō     | 1°   | 2°   | 3°   | 4°   | 5°   | 6°   | 7°   | 8°   | 9°   | 10°  | 11°  | 12°  | 13°  | 14°  | 15°  |
| Gregoriano | 1912 | 1913 | 1914 | 1915 | 1916 | 1917 | 1918 | 1919 | 1920 | 1921 | 1922 | 1923 | 1924 | 1925 | 1926 |